# Kušuḫ

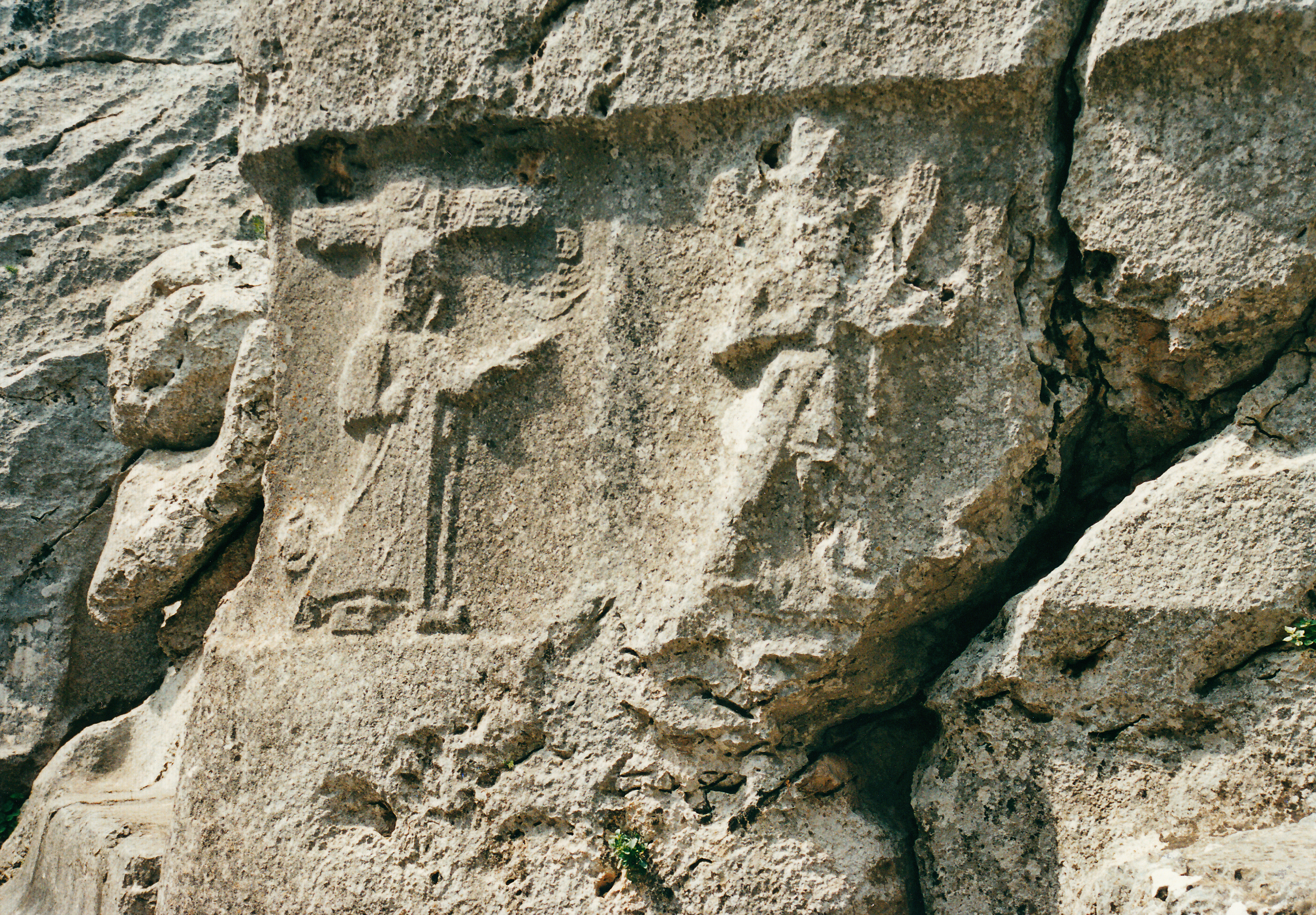
Der Mondgott gefolgt vom Sonnengott im Felsheiligtum Yazılıkaya

Kušuḫ (in Ugarit: kḏġ, kzġ) ist der hurritische Mondgott. In den kaluti-Opferlisten wird er nach Ea und vor dem Sonnengott Šimige genannt.
Kušuḫ wurde früh dem Mondgott von Ḫarran (hurrit. Kuzina) angeglichen. Als Eidgott wird Kušuḫ, „Herr des Eides“, zusammen mit seiner Frau Nikkal, „Herrin des Eides“, und Išḫara angerufen.
Im hethitischen Felsheiligtum Yazılıkaya wird er als geflügelter Gott mit einer Mondsichel auf der Spitzmütze dargestellt.